# Anagrus daanei
Anagrus daanei är en stekelart som beskrevs av Triapitsyn 1998. Anagrus daanei ingår i släktet Anagrus och familjen dvärgsteklar. Inga underarter finns listade i Catalogue of Life.